# Norvellina musarrati
Norvellina musarrati är en insektsart som beskrevs av Ghauri 1987. Norvellina musarrati ingår i släktet Norvellina och familjen dvärgstritar. Inga underarter finns listade i Catalogue of Life.